# Walden (kolonie)

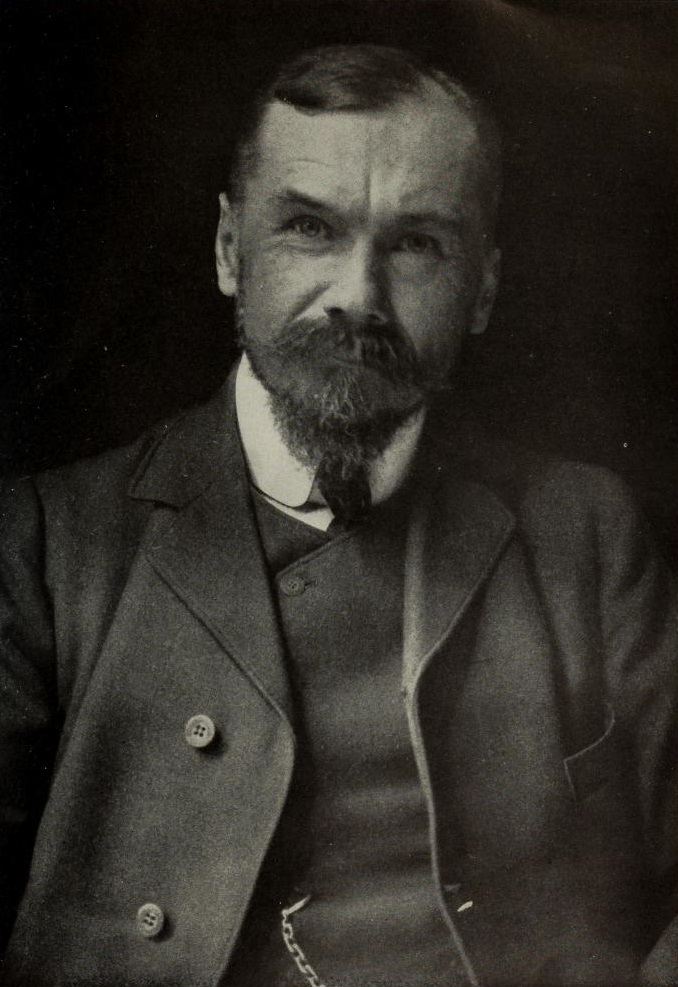
Frederik van Eeden, stichter van Walden

Walden was de naam van een kolonie, ofwel commune, die de psychiater en schrijver Frederik van Eeden (1860–1932) in 1898 op het landgoed Cruysbergen nabij de wijk Het Spiegel in Bussum oprichtte.
Deze socialistische (tuinbouw)kolonie was onder meer gebaseerd op gemeenschappelijk grondbezit. De kolonie deed ook dienst als rustoord voor psychiatrische patiënten. Het boterde vaak in het geheel niet tussen de intellectuele stichters en de aanvankelijk enthousiaste arbeiders in de leefgemeenschap.
In de beginperiode werd de koloniestichter gevolgd door slechts een paar jonge intellectuelen waaronder Willem Cornelis Bauer, Adriaan van Oordt en Nico van Suchtelen, maar in 1901 was Walden al uitgedijd tot een veertig personen tellende commune, waarvan ongeveer de helft kinderen. De bewoners wijdden zich hoofdzakelijk aan akkerbouw, groenteteelt en het houden van kippen en bijen. In een latere fase kwam er ook een bakkerij waar men brood bakte, deze werden in speciale winkels verkocht. Walden kende geen echte leider. Men besloot alles gezamenlijk en de grond was gemeenschappelijk bezit. Kolonisten moesten officieel wel zelf voor hun voedsel zorgen.
De opzet mislukte door zakelijk wanbeheer en verduistering door inwoners. Na eerst nog te zijn veranderd in een verbruikscoöperatie, ging Walden in 1907 toch failliet.
Het idee voor Walden ontleende Van Eeden aan het populaire boek Walden or Life in the Woods (1854) van Henry David Thoreau (1817-1862), dit boek was onder zijn aandacht gebracht via de bioloog Jac.P. Thijsse. In zijn dagboek beschrijft Van Eeden een wandeling met zijn vrouw en kinderen tussen Elspeet en Nunspeet, waar hij een dergelijke huttenkolonie aantrof. Hij schrijft op 6 juni 1897: "Ik zag een huttenkolonie in het Vierhoutensche bosch, en ik heb nu nog maar een ideaal, mijn leven door te brengen in zoo'n hut, in dat bosch". Onduidelijk is of hij de hutten van eekschillers in Vierhouten als inspiratie heeft gehad of de huisjes van dagloners op de zoom van Nunspeet.

## Trivia
- Een aantal hutten en woningen op de kolonie werden ontworpen door de architect Willem Cornelis Bauer.[3][4] De ontwerpen van Willem Bauer voor hutten op Walden waren veelal geïnspireerd op de hut van Thoreau. De hutten waren half ingegraven in de grond en met stro bedekt. Later werden ze verbeterd om lekkage te voorkomen met dakpannen.[5] Twee daarvan bestaan nog, waaronder de Schrijvershut van Frederik van Eeden en de hut ontworpen voor Carry van Hoogstraten.
- In september 1902 werd Waldens zusterkolonie de Nieuw Harmonie opgezet door Frederik van Eeden met o.a. De Boer en Rypma in de Horstermeerpolder, ook dit experiment was echter geen lang leven beschoren.
- In Bussum is een straat genoemd naar de kolonie, Waldenlaan, gelegen in het woondeelgebied Nieuw Cruysbergen.[6]
- De Nederlandse helderziende Gerard Croiset (1909-1980) werd geboren op Walden.
- Al snel kwam er een sarcastisch acroniem voor Walden: ‘Waar Allen Luieren, Daar Eet Niemand’.[7]
- De bakkerij die onderdeel was van de kolonie was wel succesvol en is later als zelfstandig bakkersbedrijf doorgegaan met het bakken en de verkoop van broden.[8]

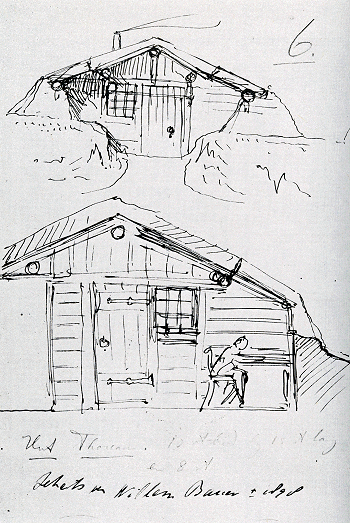
Schets Hut, Kolonie Walden door W.C. Bauer, circa 1898
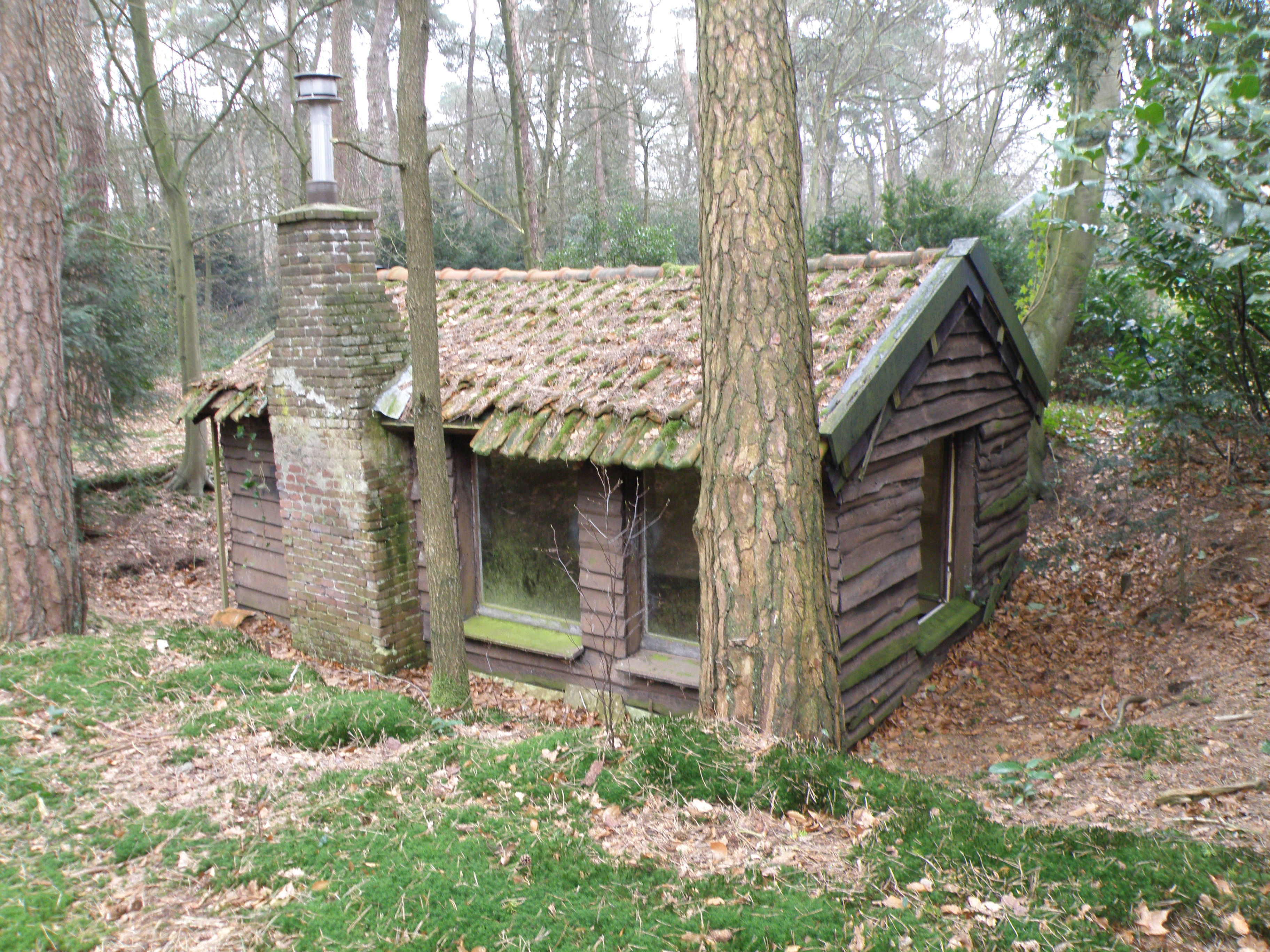
Hut gebouwd voor Carry van Hoogstraten
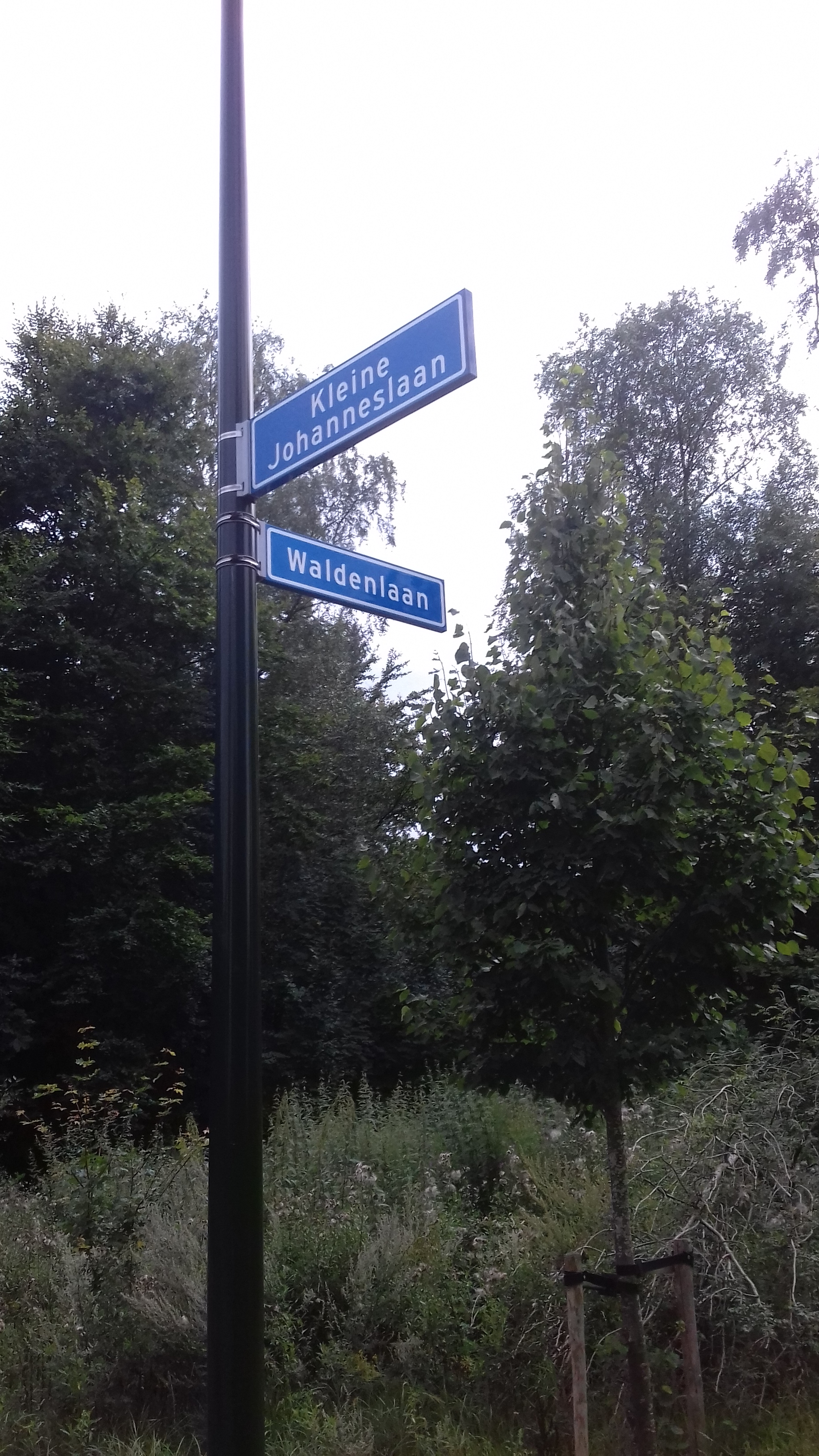
Waldenlaan, Bussum
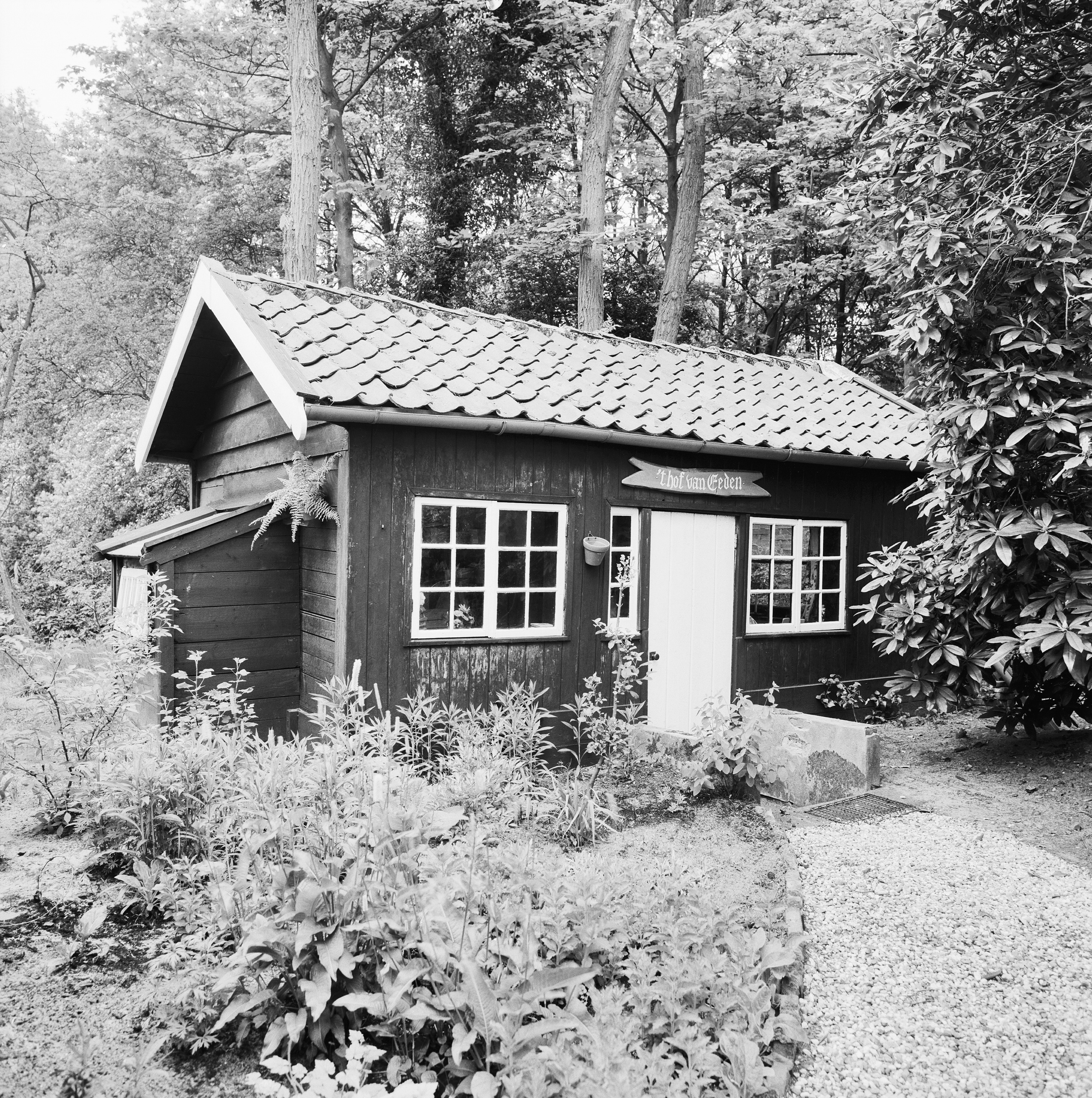
De hut van Van Eeden